# Мери Попинз се завръща (филм)
Тази статия се отнася за филмовата адаптация от 2018 г. Мери Попинз се завръща се отнася за оригиналния роман.
„Мери Попинз се завръща“ (на английски: Mary Poppins Returns) е американско фентъзи от 2018 година на режисьора Роб Маршъл, по сценарий на Дейвид Маги, и по идея на Маги, Маршъл и Джон ДеЛука. Базиран е по книгата „Мери Попинз се завръща“ на Памела Травърз, филмът е продължение на „Мери Попинз“ (1964), с участието на Джули Андрюс, и участват Емили Блънт в ролята на едноименната героиня, с Лин Мануел-Миранда, Бен Уишоу, Емили Мортимър, Джули Уолтърс, Дик Ван Дайк, Анджела Лансбъри, Колин Фърт и Мерил Стрийп в поддържащи роли. Разположен през 1930-те години в Лондон, двадесет и пет години след събитията от оригиналния филм, филмът вижда Мери Попинз, бившата бавачка на Джейн и Майкъл Банкс, завръщаща се една година след семейна трагедия.
Walt Disney Pictures обявява филма през септември 2015 г. Маршъл беше нает този месец, и Блънт и Миранда бяха поканени през февруари 2016 г. Заснемането завръщи през февруари до юли 2017 г., и се състои от Shepperton Studios в Англия. Филмът прави световната си премиера в Dolby Theatre в Холивуд на 28 ноември 2018 г., и пуснат по киносалоните в САЩ на 19 декември 2018 г., което го прави един от най-дългите интервали между филмовите продължения в историята на киното на 54 години.

## Синхронен дублаж
| Роля              | Изпълнител          | Български дублаж |
| ----------------- | ------------------- | --- |
| Мери Попинз       | Емили Блънт         | Дайяна Димитрова (диалог) Илона Иванова (вокал) |
| Джак              | Лин-Мануел Миранда  | Владимир Михайлов |
| Майкъл Банкс      | Бен Уишоу           | Явор Караиванов |
| Джейн Банкс       | Емили Мортимър      | Надежда Панайотова |
| Анабел Банкс      | Пикси Дейвис        | Петра Църноречка |
| Джон Банкс        | Натаниъл Сале       | Давид Торосян (диалог) Мартин Цветков (вокал) |
| Джорджи Банкс     | Джоел Доусън        | Георги Ламбрев |
| Елън              | Джули Уолтърс       | Даринка Митова |
| Топси             | Мерил Стрийп        | Василка Сугарева |
| Уилям Уилкинс     | Колин Фърт          | Александър Воронов |
| Адмирал Бум       | Дейвид Уорнър       | Сава Пиперов |
| Хамилтън Гудинг   | Джеръми Суифт       | Веселин Ранков |
| Темпелтън Фрай    | Кобна Холдбрук-Смит | Петър Бонев |
| Г-н Доус младши   | Дик Ван Дайк        | Калин Арсов |
| Жената с балоните | Анджела Лансбъри    | Людмила Чешмеджиева |
| Други гласове     |                     | Августина-Калина Петкова Галя Симеонова Даниела Панчевска Живка Донева Лина Шишкова Симона Нанова Яна Огнянова Анатолий Божинов Атанас Сребрев Боян Василев Георги Иванов Георги Стоянов Здравко Димитров Константин Лунгов Момчил Степанов Николай Пърлев Петър Калчев Стефан Врачев Стефан Сърчаджиев-Съра Ясен Зердев |

- Василка Сугарева печели наградата „Икар“ за „най-добър дублаж“ за Топси във филма.[7]

| Песен                                 | Изпълнител |
| ------------------------------------- | --- |
| Красивото небе на Лондон              | Владимир Михайлов |
| Разговор                              | Явор Караиванов |
| Представяте ли си?                    | Илона Иванова Петра Църноречка Георги Ламбрев Мартин Цветков                                                                           |
| Ройъл Долтън Мюзик Хол                | Илона Иванова Владимир Михайлов Петра Църноречка Георги Ламбрев Мартин Цветков                                                         |
| Не съди по вида                       | Илона Иванова Владимир Михайлов Хор |
| Къде отиват изгубените неща           | Илона Иванова |
| Надолу с главата                      | Василка Сугарева Илона Иванова Владимир Михайлов Петра Църноречка Георги Ламбрев Мартин Цветков                                        |
| Нека да изгори искрата                | Владимир Михайлов Хор |
| Къде отиват изгубените неща (реприза) | Петра Църноречка Георги Ламбрев Мартин Цветков                                                                                         |
| Нека да изгори искрата (реприза)      | Калин Арсов Илона Иванова Явор Караиванов Петра Църноречка Георги Ламбрев Мартин Цветков                                               |
| Посока една-нагоре                    | Людмила Чешмеджиева Явор Караиванов Владимир Михайлов Даринка Митова Надежда Панайотова Петра Църноречка Георги Ламбрев Мартин Цветков |

| Обработка                            | Александра Аудио                          |
| ------------------------------------ | ----------------------------------------- |
| Режисьор на дублажа                  | Петър Върбанов                            |
| Преводач                             | Йоанна Йорданова                          |
| Музикален режисьор Превод на песните | Десислава Софранова                       |
| Тонрежисьори                         | Петър Костов Ангел Топорчев Пламен Чернев |
| Творчески директор                   | Венета Янкова                             |
| Микс студио                          | Shepperton International                  |
| Продуцент на българската версия      | Disney Character Voices International     |